# Merci d'avoir été ma femme
Pour les articles homonymes, voir Starting Over.
Merci d'avoir été ma femme (Starting Over) est un film américain réalisé par Alan J. Pakula et sorti en 1979.

## Synopsis
Phil et Jessica divorcent. Phil tombe alors amoureux de Marilyn mais Jessica revient...

## Fiche technique
- Titre français : Merci d'avoir été ma femme
- Titre original : Starting Over
- Réalisation : Alan J. Pakula
- Scénario : James L. Brooks, d'après le livre de Dan Wakefield
- Musique : Marvin Hamlisch
- Photographie : Sven Nykvist
- Montage : Marion Rothman
- Production : James L. Brooks, Alan J. Pakula
- Pays de production :  États-Unis
- Format : Couleurs - 1,85:1 - Stéréo
- Genre : comédie
- Durée : 105 minutes
- Date de sortie : 1979

## Distribution
- Burt Reynolds : Phil Potter
- Jill Clayburgh : Marilyn Holmberg
- Candice Bergen : Jessica Potter
- Charles Durning : Michael Potter
- Frances Sternhagen : Marva Potter
- Austin Pendleton : Paul
- Mary Kay Place : Marie
- Jay O. Sanders : Larry
- Charles Kimbrough : Vendeur
- Alfie Wise : Membre d'atelier
- Wallace Shawn : Membre d'atelier
- Daniel Stern : Étudiant
- Russell Horton : Homme
- Deborah Reagan : Femme (Jeune couple)
- Kevin Bacon : Mari (Jeune couple)

## Nominations
- Nomination pour 2 Oscars : Oscar de la meilleure actrice pour Jill Clayburgh et Oscar de la meilleure actrice dans un second rôle pour Candice Bergen.